# Claudia Cuic
Claudia Cuic (n. Pop, n. 5 august 1989, Satu Mare, România) este o jucătoare de baschet.

## Carieră
A început să joace baschet la vârsta de 9 ani. De-a lungul carierei a evoluat la Universitatea Cluj, CSM Târgoviște, CSM Satu Mare, Olimpia Spezia (Italia), CB Olesa (Spania), Conquero (Spania), Santa Maria Machal (Ecuador), Gernika Bizkaia (Spania), Wisla Cracovia (Polonia), Galatasaray Istanbul și Bursa BSB (Turcia).
Mai bine de zece ani ea a jucat pentru România. Cu echipa României de baschet 3×3 a participat la Jocurile Olimpice de la Tokyo. În anul 2021 s-a retras de la echipa națională.
Claudia Cuic este căsătorită cu fostul baschetbalist Branko Cuic. În 2020 a devenit mamă.